# (2147) Kharadze
(2147) Kharadze (1976 US) – planetoida z pasa głównego asteroid okrążająca Słońce w ciągu 5,67 lat w średniej odległości 3,18 au. Odkryta 25 października 1976 roku.